# مارک میلینگ
مارک میلینگ (آلمانی: Marc Meiling؛ زادهٔ ۲۲ مارس ۱۹۶۲) جودوکار اهل آلمان بود.